# Putineiu (gmina w okręgu Teleorman)
Putineiu – gmina w Rumunii, w okręgu Teleorman. Obejmuje miejscowości Băduleasa, Cârlomanu i Putineiu. W 2011 roku liczyła 2371 mieszkańców. 